# Volby do Sněmovny lidu Federálního shromáždění 1976
Volby do Sněmovny lidu Federálního shromáždění 1976 byly volby do jedné ze dvou komor nejvyššího zákodárného orgánu Československa. Konaly se 22. a 23. října 1976.

## Volební obvody
- Federální shromáždění - 350 členů (poslanců)
  - Sněmovna lidu - 200 volebních obvodů, 1 obvod = 1 poslanec (136 ČSR a 64 SSR)
  - Sněmovna národů - 150 volebních obvodů, 1 obvod = 1 poslanec (75 ČSR a 75 SSR)

## Volební výsledky
| Oprávněných voličů | Odevzdaných hlasů | Volební účast v % | Platných hlasů | Platných hlasů pro NF | Platných hlasů pro NF % | Počet mandátů |
| ------------------ | ----------------- | ----------------- | -------------- | --------------------- | ----------------------- | ------------- |
| 10 649 261         | 10 617 152        | 99,70 %           |                |                       | 99,97 %                 | 200           |

## Rozdělení mandátů
Z celkového počtu 200 zvolených poslanců bylo:
podle pohlaví
- 141 mužů
- 59 žen

podle věku
- 35 do 35 let
- 89 od 36 do 50 let
- 65 od 51 do 60 let
- 11 od 61 let

podle profese
- polovina poslanců pracovala v průmyslové a zemědělské výrobě[1]